# Hebecephalus picea
Hebecephalus picea är en insektsart som beskrevs av Hamilton 1998. Hebecephalus picea ingår i släktet Hebecephalus och familjen dvärgstritar. Inga underarter finns listade i Catalogue of Life.